# Narcissflugsnappare
Narcissflugsnappare (Ficedula narcissina) är en östasiatisk fågel i familjen flugsnappare inom ordningen tättingar.

## Utseende och läten
Narcissflugsnappare är en medelstor (13–13,5 cm), färgglad flugsnappare med gul övergump och vit vingfläck. Hanen liknar hane solflugsnappare med svart ovansida och gult under. Den har dock gult istället för vitt ögonbrynsstreck, är mer gulvit på buken samt har en mindre utbredd vit vingfläck utan vitt på tertialerna. Honan saknar den vita vingfläcken samt är brunare ovan med olivgön övergump, vitaktig under och fläckad på bröst och halssidor. Hos närbesläktade ryukyuflugsnapparen, tidigare och i viss mån fortfarande behandlad som del av narcissflugsnapparen, är hanen ljusare gul under och mer mörkt grågrön än svart ovan. Sången är snabb och varierande melodisk ramsa.

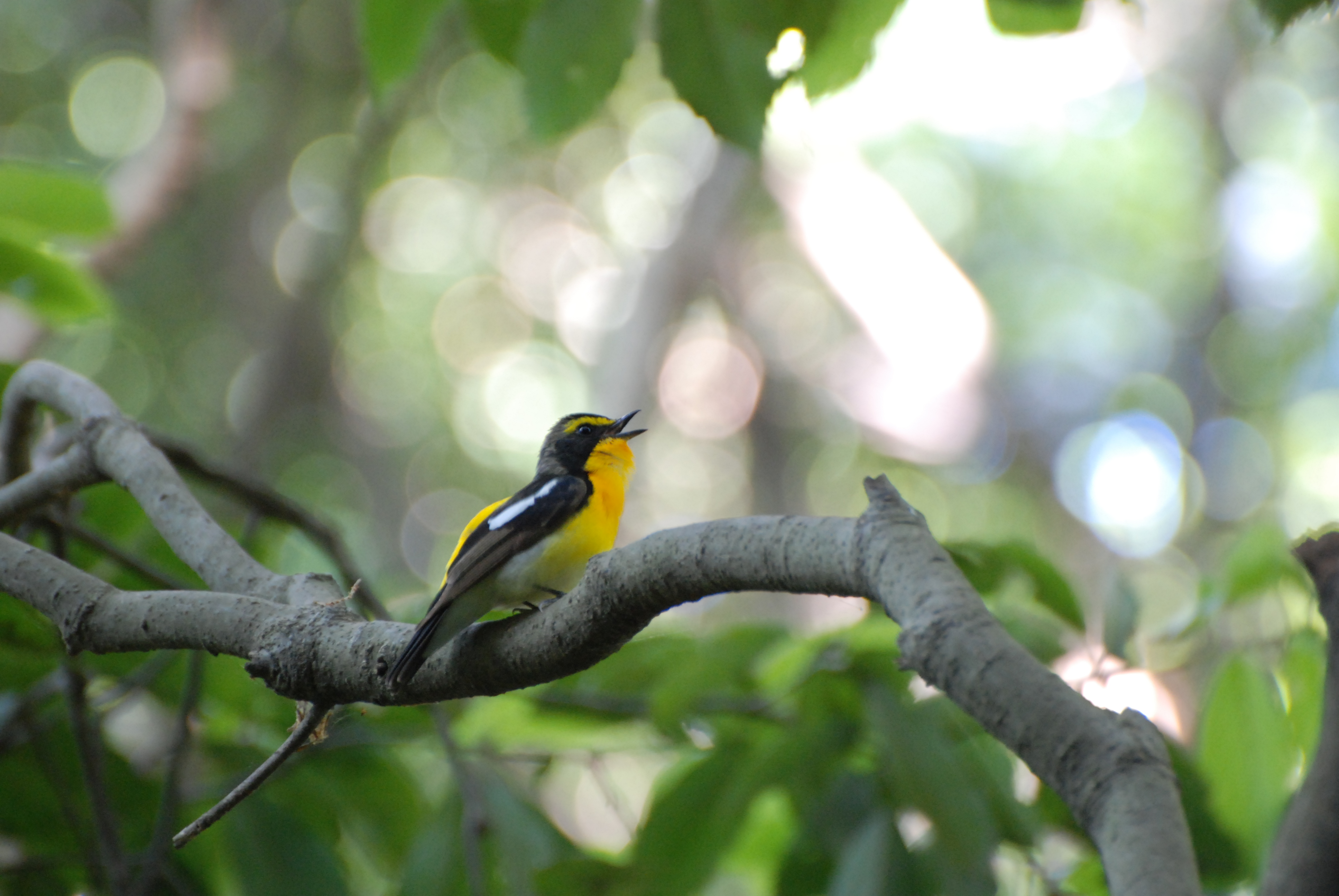
Sjungande hane.

## Utbredning och systematik
Narcissflugsnapparen häckar i östra Asien från ryska ön Sachalin till Japan. Vintertid flyttar den söderut mot Filippinerna och Borneo. 
Tillfälligt har den påträffats i Australien, Vietnam och USA. Fynd finns även från Sverige, men det har bedömts osannolikt att den nått landet på naturlig väg.

### Artgränser
Tidigare betraktades shanxiflugsnappare (F. elisae) som en underart och vissa gör det fortfarande. Även ryukyuflugsnapparen (F. owstoni) behandlas traditionellt som en del av narcissflugsnapparen. Sedan 2016 urskiljer Birdlife International och naturvårdsunionen IUCN den dock som en egen art baserad på en studie i skillnader avseende utseende, genetik och läten. Tongivande International Ornithological Congress följde efter 2021, liksom eBird/Clements.

## Levnadssätt
Narcissflugsnappare häckar i tempererad eller subtropisk löv- eller barrskog. Under flyttningen ses den även i parker, trädgårdar och plantage. Den lever av fjärilslarver och andra ryggradslösa små djur, men även frukt och bär. Fågeln häckar mellan maj och juli. Den bygger ett skålformat bo av säv, löv och fräkenväxter och placerar det 1,5 till fyra meter upp i ett träd eller en buske. Nominatformen är flyttfågel, medan owstoni är stannfågel.

## Status och hot
Arten har ett stort utbredningsområde, men tros minska i antal, dock inte tillräckligt kraftigt för att den ska betraktas som hotad. Internationella naturvårdsunionen IUCN listar arten som livskraftig (LC). Den anses vara vanlig eller lokalt mycket vanlig på Sachalin samt vanlig och vida spridd i större delen av Japan. Världspopulationen uppskattas till mellan 20 000 och 50 000 vuxna individer.

## Namn
Arten har tidigare kallats gulbrynad narcissflugsnappare på svenska, men förenklades av BirdLife Sveriges taxonomikommitté 2021 till enbart narcissflugsnappare.